# Acronicta pruinosa
Acronicta pruinosa là một loài bướm đêm trong họ Noctuidae.

## Hình ảnh

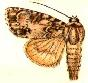
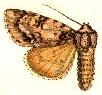